# 中国職業能力開発大学校附属福山職業能力開発短期大学校
中国職業能力開発大学校附属福山職業能力開発短期大学校（ちゅうごくしょくぎょうのうりょくかいはつだいがっこうふぞくふくやましょくぎょうのうりょくかいはつたんきだいがっこう）は、広島県福山市北本庄4-8-48にある職業能力開発短期大学校である。独立行政法人高齢・障害・求職者雇用支援機構が運営している。略称は『福山能開短大』である。

## 概観

### 短期大学校全体
1989年4月に創立された職業能力開発短期大学校である。キャンパスは福山市市街地の北部（北本庄）にあり中心市街地に近い。近隣の倉敷市に所在する中国職業能力開発大学校の附属短期大学校となっている。
　

### 教育訓練の目標
「幅広い知識に基づく「思考力」と、それを具体化する粘り強い「実践力」を兼ね備えたエンジニア（technician engineer）を育成」するとしている。

### 特色
近隣の倉敷市に応用課程を有する中国職業能力開発大学校が存在するため、同校をはじめとする応用課程への進学率が高い。2019年度卒業生で40.9％、2020年度卒業生では38.7％となっている。

## 沿革
創立後の沿革 
- 1989年 - 福山職業訓練短期大学校として開校。電子機械科、電子科、電気科、室内造形科、情報処理科の5科を設置。
- 1992年 - 電子機械科、電子科、電気科を生産技術科及び制御技術科に、室内造形科をインテリア科に再編し、新たに情報技術科を設置。
- 1993年 - 福山職業能力開発短期大学校に改称。
- 2001年 - 中国職業能力開発短期大学校（岡山県倉敷市）が応用課程の設置により中国職業能力開発大学校に改組し、その附属校となったため現校名に改称。また、新たに電子技術科を設置。
- 2002年 - 情報処理科及びインテリア科を募集停止。
- 2009年 - 情報技術科と電子技術科を統合し、電子情報技術科を設置（合計4科）。
- 2012年 - 制御技術科を改組し、電気エネルギー制御科を設置(合計3科)。
- 2016年 - 電子情報技術に電子系と情報系の選択科目制を導入。

## 教育訓練
- 生産技術科
- 電気エネルギー制御科
- 電子情報技術科（下記2コースへの所属は1年次後期から）
  - 情報コース
  - 電子コース

## 学生生活

### 緑渓賞
卒業式において、学業および人物の優れた学生に対して「緑渓賞」を授与している。なお、「ろっけいしょう」と呼ぶ。
　

### 学生自治会
学生自治会が組織されており、球技大会、学園祭等を実施している。

### 部活動・クラブ・サークル活動
学校案内には、以下の部活動が記載されている。

ソフトテニス部、サークル自主体育
　　

### 大学祭
学祭として、1990年から続く「姫谷祭」があり、10月末頃に開催されている。小学生向けのものづくり教室が例年開催されている。なお、「姫谷祭」の「姫谷」とは、福山市内の焼き物の「姫谷焼」から採られている。

## 施設

### キャンパス

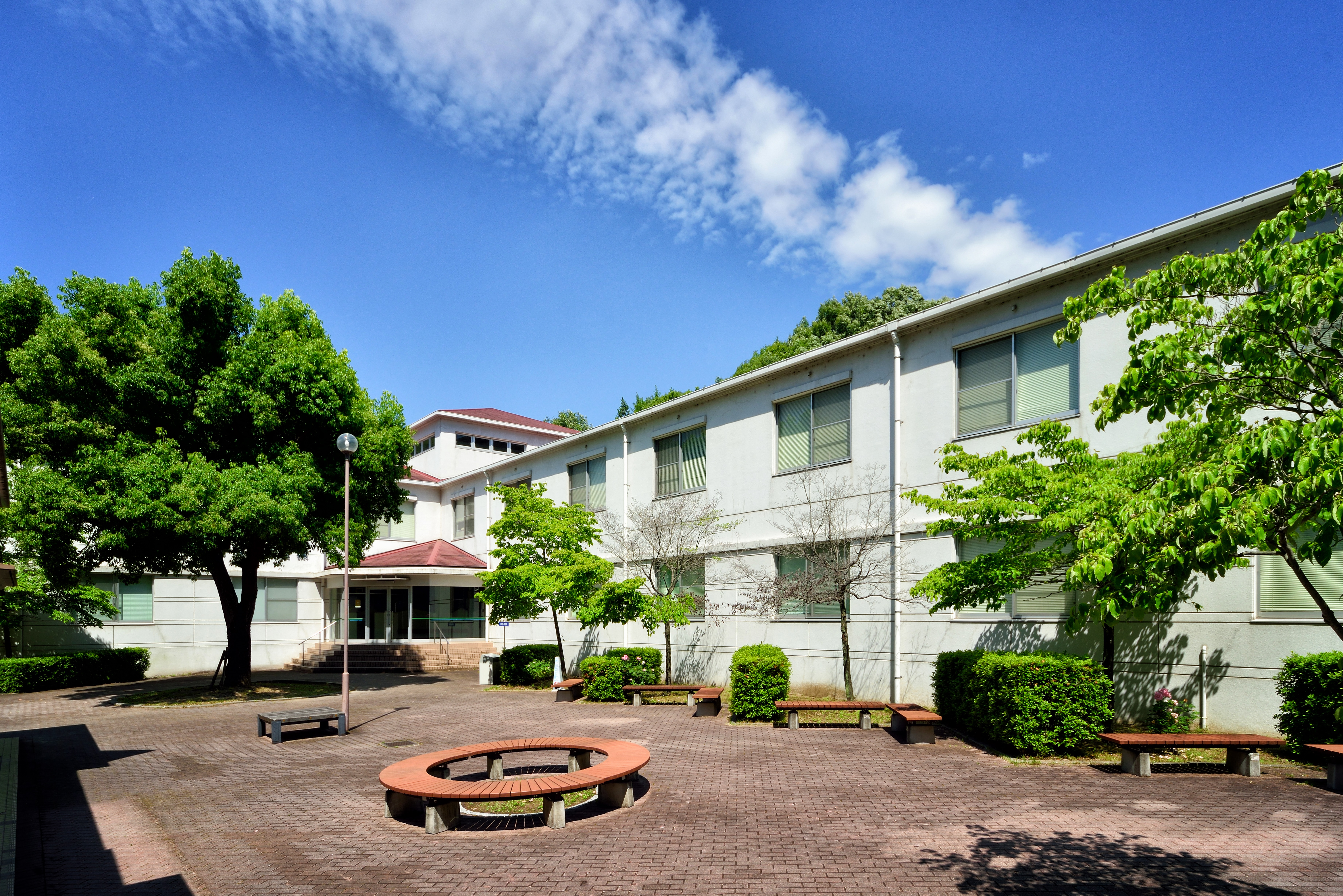
学内風景

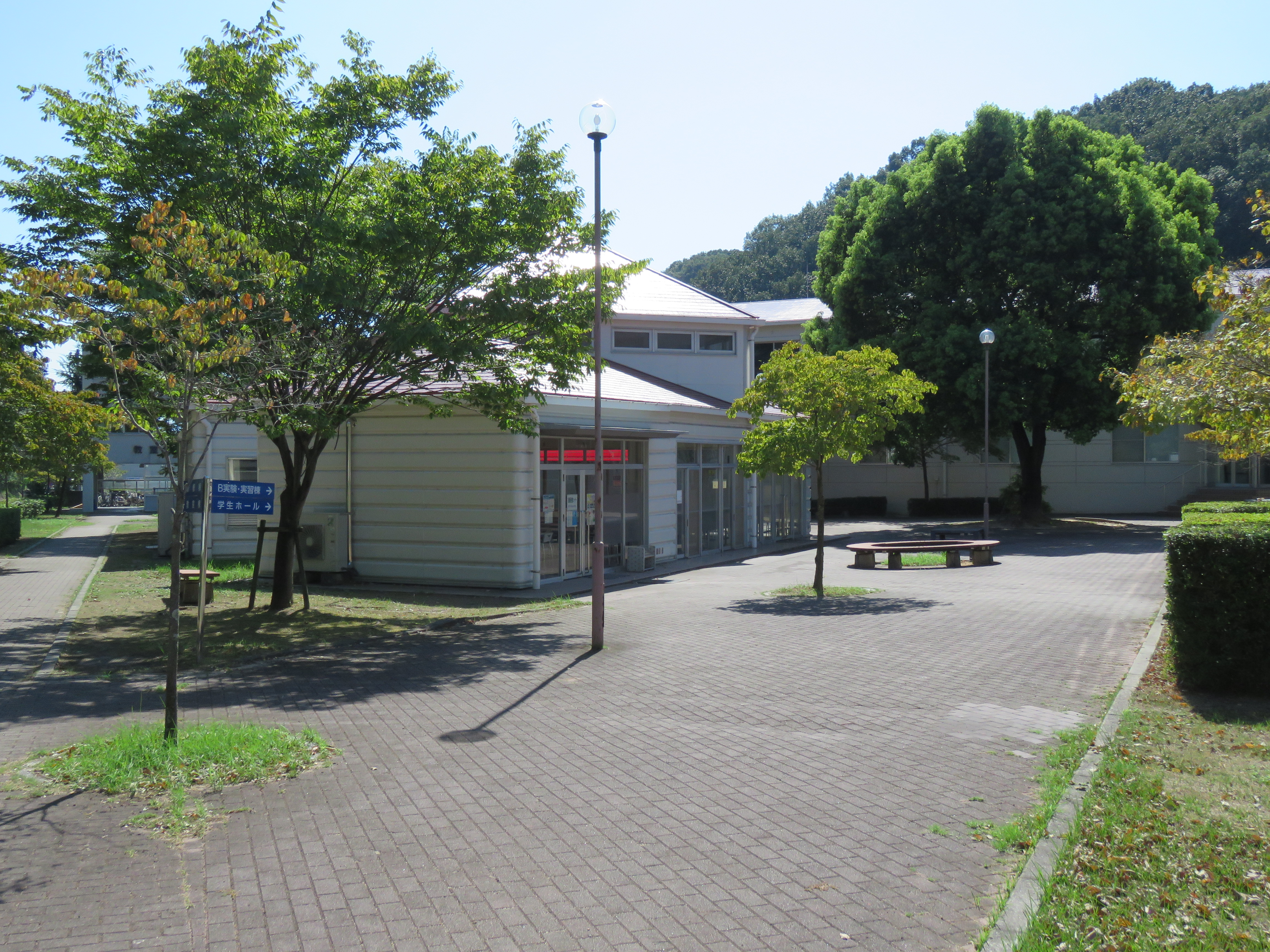
学食（学生ホール）

福山市北本庄4-8-48。最寄り駅は山陽本線福山駅又は福塩線備後本庄駅である。
学生の多くは両駅から自転車か、自動車、バイク等で通学している。小規模な大学校であるが、学食、テニス場、シャワー施設等などのレクリエーション施設も設置されている。

#### 交通アクセス
- JR山陽本線福山駅から中国バス向陽循環線「久松台公民館前」下車又は本庄循環線「能開短大前」下車。
- JR福塩線備後本庄駅から徒歩15分

#### 周辺
- 広島県立福山葦陽高等学校
- 福山市立大学北本庄キャンパス（久敬寮と隣接している。）

### モニュメント

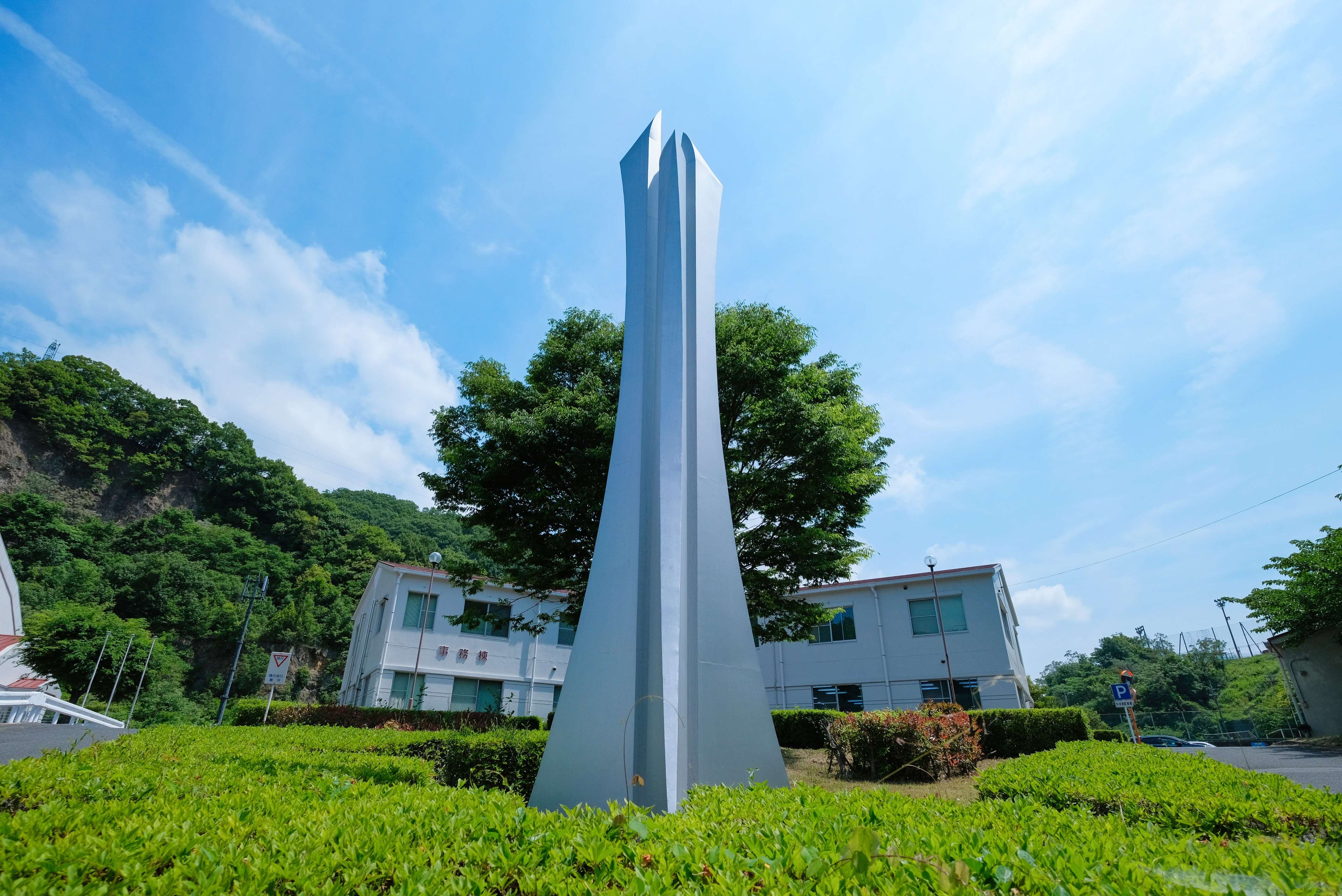
モニュメント

短期大学校が立地する備後地方は造船業の集積地であり、正門付近には、造船に使用されるぎょう鉄技術によって成形されたモニュメントがある。三本の柱は「科学、技術、技能の調和」を表している。

### 学生寮

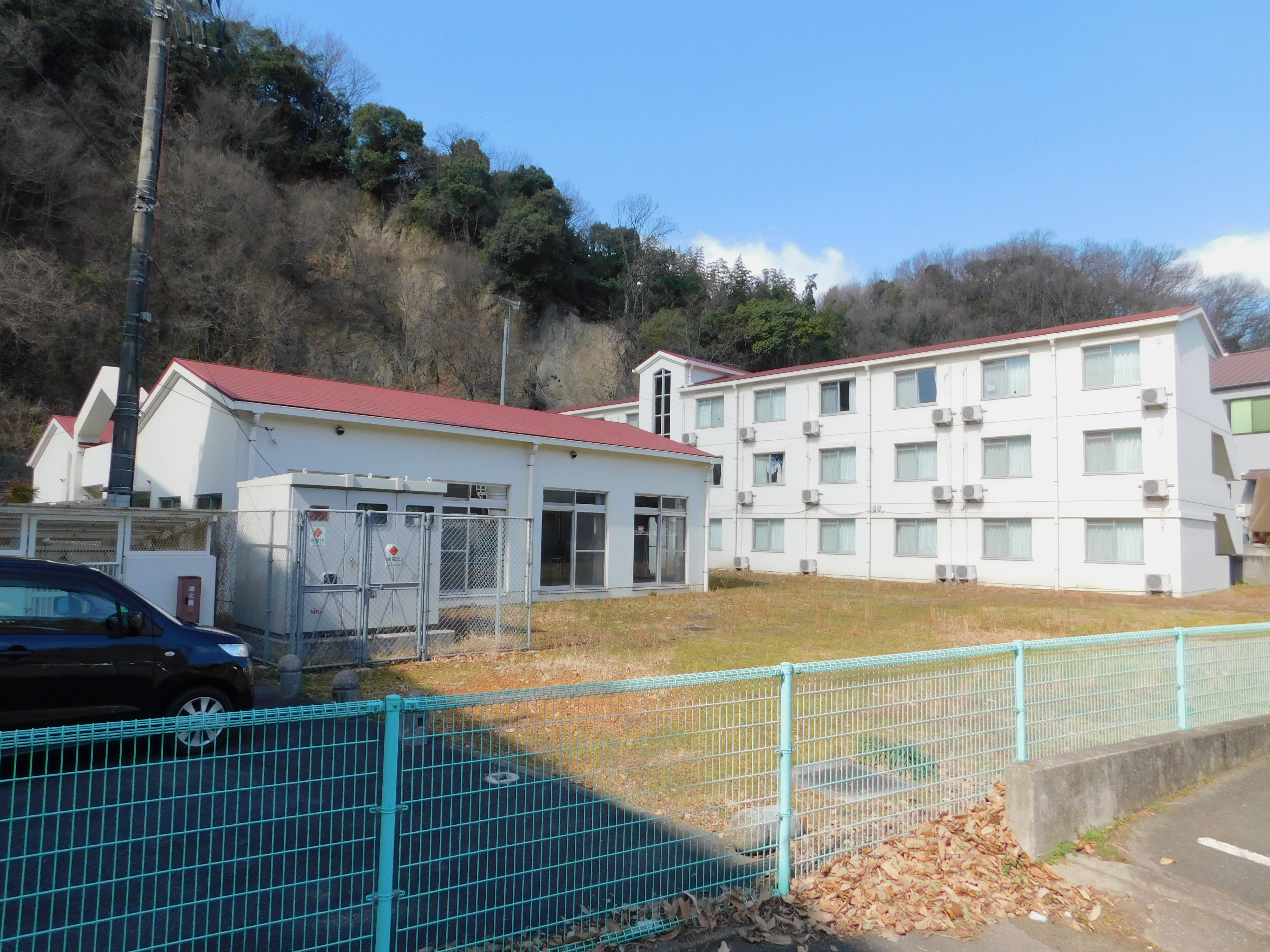
久敬寮

キャンパスから300メートルの位置に男子寮である学生寮（「久敬寮」）があり、32部屋の収容力がある。なお、部屋はかつての2人部屋を1人用に改造しているため、2人分の15.3平方メートルの広さとなっている。

## 社会とのかかわり
広島県の東部（備後地方）に所在する大学によって組織される「6大学エクステンション連携会議」（他に福山市立大学、尾道市立大学、広島県立大学三原キャンパス、福山大学、福山平成大学がある。福山市立大学に事務局）の一員となっており、同会議を後援する備後圏域連携会議（福山市等の自治体によって組織される）等にも参加している。また、各大学及び短期大学校が協力して「6大学連携講座」などの取組も行っている。

## 能力開発セミナー
企業従業員への短期の教育訓練として、能力開発セミナーを実施している。